# بروك فنسنت
بروك فنسنت (بالإنجليزية: Brooke Vincent)‏ هي ممثلة بريطانية، ولدت في 4 يونيو 1992 في Audenshaw ‏ في المملكة المتحدة.

## وصلات خارجية
- بروك فنسنت على موقع IMDb (الإنجليزية)
- بروك فنسنت على موقع قاعدة بيانات الفيلم (الإنجليزية)